# Попенхаузен (Васеркупе)
Попенхаузен (њем. Poppenhausen) општина је у њемачкој савезној држави Хесен. Једно је од 23 општинска средишта округа Фулда. Према процјени из 2010. у општини је живјело 2.618 становника. Посједује регионалну шифру (AGS) 6631021.

## Географски и демографски подаци
Попенхаузен се налази у савезној држави Хесен у округу Фулда. Општина се налази на надморској висини од 524 метра. Површина општине износи 40,8 km². У самом мјесту је, према процјени из 2010. године, живјело 2.618 становника. Просјечна густина становништва износи 64 становника/km².